# Реш, Иоганн
Иоганн Реш (нем. Johann Resch; 1830—1891) — австрийский композитор бальной музыки.

## Биография
Иоганн Реш родился в 1830 году в городе Вене и, ещё юношей, поступил в состав Штраусовского оркестра, где Иоганн Штраус обратил на него особое внимание. Благодаря урокам знаменитого «короля вальса», Реш вскоре смог уже занять первую скрипку у него в оркестре, а затем нередко исполнял и обязанности концертмейстера оркестра.
В Россию Иоганн Реш в первый раз приехал в 1864 году, во главе собственного оркестра, с которым и играл в продолжение всего летнего сезона на «Минеральных водах» Излера, но осенью снова уехал в Вену. Однако, два года спустя, он опять приехал в Санкт-Петербург и на этот раз остался в нём уже навсегда.
Реш рано начал писать композиции, причем, будучи учеником и последователем Иоганна Штрауса, он естественно обратился к бальной музыке, которой исключительно и занимался. Во многом уступая в таланте своему учителю, Реш тем не менее своей трудолюбивой, тщательной отделкой каждой пьесы заслужил любовь многих любителей бальной музыки. Не стремясь к громкой славе и широкой известности, он тихо и скромно работал в течение четырёх десятилетий и сочинил свыше 200 пьес, преимущественно для танцев.
Согласно «РБСП», столицу Российской империи город Санкт-Петербург «считал он своим новым отечеством и прожил в нём около 25 лет»
Иоганн Реш скончался 12 января 1891 года и был погребён на Петербургском католическом кладбище 14 января.